# Ralf-Peter Weber
Ralf-Peter Weber (* 7. September 1966 in Augsburg) ist ein deutscher Politiker (Bündnis 90/Die Grünen). Er war von 2016 bis 2021 Staatssekretär im Ministerium für Umwelt, Landwirtschaft und Energie des Landes Sachsen-Anhalt und von 2002 bis 2006 Landesvorsitzender von Bündnis 90/Die Grünen Sachsen-Anhalt.

## Leben

### Ausbildung
Weber studierte von 1987 bis 1995 Agrarwissenschaften an der Rheinischen Friedrich-Wilhelms-Universität Bonn. Seine Studienschwerpunkte waren die Themen Pflanzenbau und Naturschutz sowie Landschaftsökologie. Im Jahr 2005 wurde er an derselben Universität mit einer Arbeit zum Thema Grünlandbewirtschaftung zum Dr. agr. promoviert.

### Beruflicher Werdegang
Weber war von 1995 bis 1998 als Umweltgutachter bei der PRO TERRA TEAM GmbH in Dessau tätig. Anschließend war er von 1998 bis 2000 Büroleiter im Sachverständigenbüro Dr.-Ing. V. Kleinschmidt in Magdeburg und ist seit Mai 2000 als freiberuflicher Umweltgutachter tätig. Von 2000 bis 2003 war er wissenschaftlicher Mitarbeiter in der Abteilung Geobotanik und Naturschutz des Instituts für landwirtschaftliche Botanik der Universität Bonn, das an einem Projekt mit Bezug zum Biosphärenreservat Mittlere Elbe beteiligt war.
Danach arbeitete er von 2003 bis 2008 als Regionalmanager bei der Wirtschaftsförderung und & Tourismus Anhalt GmbH und anschließend von 2007 bis 2015 als Geschäftsführer von Flusskultur Radreisen in Dessau. Außerdem war er von 2008 bis 2012 Koordinator für Biomasseforschung am Agrochemischen Institut Piesteritz e. V. Im Januar 2013 übernahm er die Geschäftsführung des Hotels 7 Säulen in Dessau und war von 2009 bis 2014 Leadermanager von LAG Anhalt im Ingenieurbüro Steinbrecher und Partner. Zuletzt war er von 2014 bis 2016 Kreisgeschäftsführer des Bauernverbandes Anhalt.

### Politik
Weber trat 1998 der Partei Bündnis 90/Die Grünen bei und war gemeinsam mit Inés Brock von 2002 bis 2006 Vorsitzender des Landesverbands Sachsen-Anhalt seiner Partei.
Bei der Landtagswahl in Sachsen-Anhalt 2002 kandidierte er als Direktkandidat im Landtagswahlkreis Dessau I und auf Platz 4 der Landesliste von Bündnis 90/Die Grünen. Das Direktmandat verpasste er bei 4,7 % der Erststimmen und die Partei Bündnis 90/Die Grünen scheiterte bei der Wahl an der Fünf-Prozent-Hürde. Bei der Landtagswahl in Sachsen-Anhalt 2006 kandidierte er als Direktkandidat im Landtagswahlkreis Dessau und auf Platz 2 der Landesliste seiner Partei. Das Direktmandat verpasste er bei 4,7 % der Erststimmen und seine Partei scheiterte erneut an der Fünf-Prozent-Hürde. Bei der Landtagswahl in Sachsen-Anhalt 2011 kandidierte er für das Direktmandat im Landtagswahlkreis Köthen, konnte es aber bei 5,2 % der Erststimmen nicht erringen.
Im April 2016 wurde er zum Staatssekretär für den Bereich Landwirtschaft unter Ministerin Claudia Dalbert im Ministerium für Umwelt, Landwirtschaft und Energie des Landes Sachsen-Anhalt ernannt. Dieses Amt hatte er bis zum Amtsantritt des Kabinetts Haseloff III im September 2021 inne.
Im Juni 2021 kandidierte Weber bei der Oberbürgermeisterwahl in Dessau-Roßlau. Im ersten Wahlgang erhielt er die drittmeisten Stimmen, womit er nicht in die Stichwahl einziehen konnte, die der parteilose Kandidat Robert Reck gewann.